# Launay-Villiers
Launay-Villiers là một xã thuộc tỉnh Mayenne trong vùng Pays de la Loire tây bắc nước Pháp. Xã này nằm ở khu vực có độ cao trung bình 140 mét trên mực nước biển.